# Vacanze sulla neve (film 1966)
Vacanze sulla neve è un film del 1966 diretto da Filippo Walter Ratti. La pellicola vede la partecipazione del gruppo musicale dei Nomadi.

## Trama
Approfittando dell'agenzia viaggi recentemente aperta da suo cugino, il professor Bertoni, supplente presso un istituto superiore, convince il preside a mandare una scolaresca in gita sulla neve a Sestola. Tuttavia, quando l'albergatore riferisce a Bertoni che l'assegno inviato dall'agenzia viaggi risulta scoperto, il professore cerca di impedire che la notizia arrivi all'orecchio del preside, intimorito dalla prospettiva di perdere l'impiego. Per saldare il debito, Bertoni si presta così a svolgere mansioni da tuttofare per l'albergatore.
Nel frattempo, tra i giovani ragazzi che soggiornano nella struttura nascono simpatie e relazioni.